# Типперэри (город)
Типперэри (англ. Tipperary (Town); ирл. Tiobraid Árann (Тюбрадь-Аран)) — (малый) город в Ирландии, находится в графстве Южный Типперэри (провинция Манстер).
Дорожные знаки на въезде в город, «You’ve come a long way…» («Вы одолели далёкий путь…»), отсылают к известной песне «Путь далёкий до Типперери», написанной Джеком Джаджом в 1912 году и впоследствии, во времена Первой мировой войны, ставшей популярным маршем британских войск. Городок фигурирует и в других песнях. Так, в песеннике 1918 года американской армии был опубликован текст песни «For the long, long road to Tipperary is the road that leads me home»", а в песне Гэри Мура «Business as Usual» есть строчка «I lost my virginity to a Tipperary woman» («я лишился девственности с женщиной из Типперэри»). В английской народной песне «When I Was On Horseback» есть слова «And bring me to Tipperary and lay me down easy» («И принеси меня в Типперэри и аккуратно положи»).

## Демография
Население — 5065 человек (по переписи 2006 года). В 2002 году население составляло 4964 человек. При этом, население внутри городской черты (legal area) было 4415, население пригородов (environs) — 650.
Данные переписи 2006 года:
| Общие демографические показатели |               |                               |                               |      |      |
| Всё население                    | Всё население | Изменения населения 2002—2006 | Изменения населения 2002—2006 | 2006 | 2006 |
| 2002                             | 2006          | чел.                          | %                             | муж. | жен. |
| 4964                             | 5065          | 101                           | 2,0                           | 2544 | 2521 |

В нижеприводимых таблицах сумма всех ответов (столбец «сумма»), как правило, меньше общего населения населённого пункта (столбец «2006»).
| Религия (Тема 2 — 5 : Число людей по религиям, 2006) |             |                |             |            |       |      |
| Католики, чел.                                       | Католики, % | Другая религия | Без религии | не указано | сумма | 2006 |
| 4633                                                 | 91,5        | 262            | 119         | 51         | 5065  | 5065 |

| Этно-расовый состав (Этничность. Тема 2 — 3 : Постоянное население по этническому или культурному происхождению, 2006) |            |              |       |        |        |            |       |       |
| Белые ирландцы | Лухт-шулта | Другие белые | Негры | Азиаты | Другие | Не указано | сумма | 2006  |
| 4458 | 18         | 416          | 8     | 22     | 47     | 52         | 5021  | 5065  |
| Доля от всех отвечавших на вопрос, %                                                                                   |            |              |       |        |        |            |       |       |
| 88,8 | 0,4        | 8,3          | 0,2   | 0,4    | 0,9    | 1,0        | 100   | 99,11 |

1 — доля отвечавших на вопрос о языке от всего населения.
| Владение ирландским языком (Тема 3 — 1 : Число людей от 3 лет и старше по способности говорить по-ирландски, 2006) |      |            |       |       |
| Владеете ли Вы ирландским языком?                                                                                  |      |            |       |       |
| Да | Нет  | Не указано | сумма | 2006  |
| 1958 | 2805 | 102        | 4865  | 5065  |
| Доля от всех отвечавших на вопрос о языке, %                                                                       |      |            |       |       |
| 40,2 | 57,7 | 2,1        | 100   | 96,11 |

1 — доля отвечавших на вопрос о языке от всего населения.
| Использование ирландского языка (Тема 3 — 2 : Говорящие по-ирландски от 3 лет и старше по частоте использования ирландского языка, 2006) |                                                            |                                               |                                               |                                               |                                               |                                               |       |                                     |      |

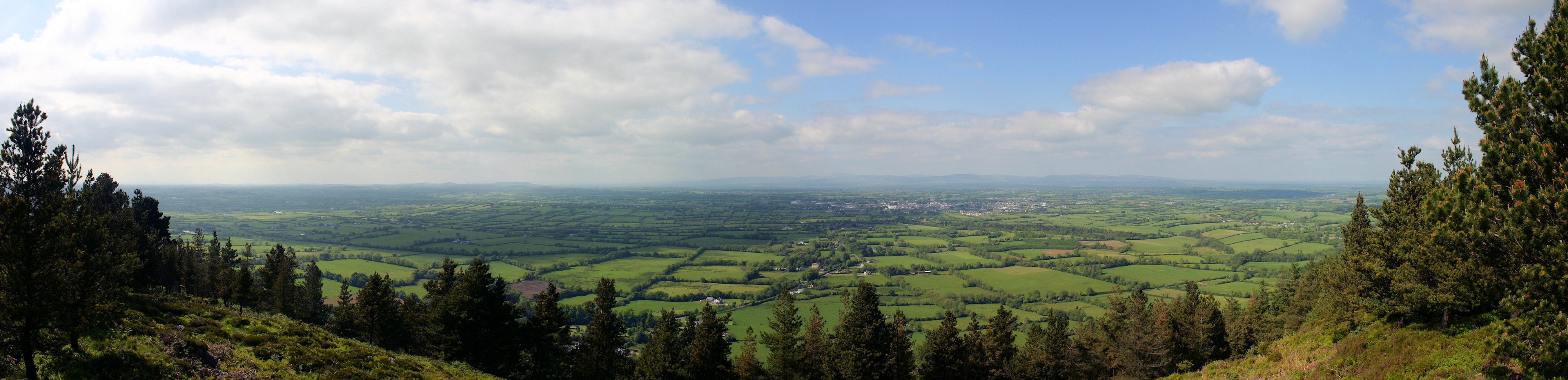
Панорамный вид на Типперэри

| Как часто и где Вы говорите по-ирландски?                                                                                                |                                                            |                                               |                                               |                                               |                                               |                                               |       |                                     |      |
| ежедневно, только в образовательных учреждениях                                                                                          | ежедневно, как в образовательных учреждениях, так и вне их | в других местах (вне образовательной системы) | в других местах (вне образовательной системы) | в других местах (вне образовательной системы) | в других местах (вне образовательной системы) | в других местах (вне образовательной системы) | сумма | всего, отвечавших на вопрос о языке | 2006 |
| ежедневно, только в образовательных учреждениях                                                                                          | ежедневно, как в образовательных учреждениях, так и вне их | ежедневно                                     | каждую неделю                                 | реже                                          | никогда                                       | не указано                                    | сумма | всего, отвечавших на вопрос о языке | 2006 |
| 549 | 12                                                         | 22                                            | 93                                            | 696                                           | 538                                           | 48                                            | 1958  | 4865                                | 5065 |
| Доля от всех отвечавших на вопрос о языке, %                                                                                             |                                                            |                                               |                                               |                                               |                                               |                                               |       |                                     |      |
| 11,3 | 0,2                                                        | 0,5                                           | 1,9                                           | 14,3                                          | 11,1                                          | 1,0                                           | 40,2  | 100                                 |      |

| Типы частных жилищ (Тема 6 — 1(a) : Число частных домовладений по типу размещения, 2006) |          |         |                 |            |       |      |
| Отдельный дом                                                                            | Квартира | Комната | Переносные дома | не указано | сумма | 2006 |
| 1801                                                                                     | 117      | 8       | 3               | 13         | 1942  | 5065 |